# 苗族古歌
苗族古歌是黔东南苗族聚居区对苗族神话与迁徙史诗歌联唱形式的通称。共12首，分为四个部分：开天辟地歌、枫木歌、洪水滔天歌、跋山涉水歌。总长达一万五千余行，其中有名有姓的人物就有一百多位。苗族古歌是研究苗族历史、风俗的宝贵史料。